# Josep Maria Vall i Cancer
Josep Maria Vall i Cancer   (Barcelona, 14 d'agost de 1939 - Barcelona, 30 de juny de 2018) fou un futbolista català de la dècada de 1960.

## Trajectòria
Es formà al FC Barcelona, on destacà en categoria juvenil, en la qual fou internacional amb Catalunya i Espanya, i fou campió de Catalunya les temporades 1955-56 i 1956-57, i campió d'Europa la temporada 1956-57. Pujà a l'equip d'Aficionats i al CD Comtal, amb el qual jugà tres temporades a Segona Divisió. Entre 1960 i 1964 jugà al Llevant UE, club amb el qual ascendí a primera divisió. El 1964 fitxà pel RCD Espanyol, que el cedí tres temporades al CE Sabadell, entre els anys 1965 i 1968, totes elles a Primera. Retornà a l'Espanyol, on romangué fins a 1970. Amb l'Espanyol jugà dues temporades a Primera i una a Segona. Acabà la seva carrera al CF Calella i al CE Europa.